# Crocidura dsinezumi
Crocidura dsinezumi es una especie de musaraña (mamífero placentario de la familia de los sorícidos).

## Hábitat
Vive en áreas sitas entre 0 y 1000 m s. n. m. (metros sobre el nivel del mar).

## Distribución geográfica
Es originaria de Japón (Hokkaidō, Honshu, Kyūshū y Shikoku), y fue introducida en Corea.